# 希尔滕芬根
希尔滕芬根是德国巴伐利亚州的一个市镇。总面积14.55平方公里，总人口1474人，其中男性739人，女性735人（2011年12月31日），人口密度101人/平方公里。